# (9784) Yotsubashi
(9784) Yotsubashi est un astéroïde de la ceinture principale.

## Description
(9784) Yotsubashi est un astéroïde de la ceinture principale. Il fut découvert le 31 décembre 1994 à Ōizumi par Takao Kobayashi. Il présente une orbite caractérisée par un demi-grand axe de 2,74 UA, une excentricité de 0,06 et une inclinaison de 5,5° par rapport à l'écliptique.

## Compléments